# Mekorama
Mekorama (укр. Мекорама) — це інді-гра, головоломка, доступна для мобільних пристроїв з операційними системами iOS і Android. Її розробкою займався незалежний шведський програміст і дизайнер Мартін Магні (швед. Martin Magni). Суть гри полягає в тому, щоб управляти безіменним роботом і проходити через лабіринти.
Гра отримала позитивні оцінки з боку ігрових критиків. Вони похвалили Mekorama за велику різноманітність представлених лабіринтів і головоломок, а також наявність редактора рівнів. Візуальний дизайн отримав різні оцінки, від захоплених до стриманих. Mekorama була створена інді-розробником Мартіном Магні за 17 місяців і надихалася іграми Monument Valley та Captain Toad: Treasure Tracker. Mekorama отримала загалом схвальні відгуки, критики високо оцінили її маркетингову модель "плати скільки хочеш" та функцію редагування рівнів, але відзначили незручності в ігровому процесі. Гра отримала почесну відзнаку журі на Міжнародній премії мобільних ігор 2017 року.

## Ігровий процес

Демонстрація проходження рівня

Mekorama — це тривимірна головоломка, що імітує ізометричну графіку. Гравець управляє безіменним роботом, який повинен переміщатися по лабіринту і дістатися до фіналу, позначеного червоною крапкою. Сам лабіринт складається з кубиків, і може частково бути під водою.
Робот повинен переміщатися по лабіринту і знаходити таємні проходи, для пошуку яких гравець має обертати камеру на 90 градусів. Для пошуку потрібного проходу, гравець повинен переміщати платформи котрі рухаються, або ж активувати обертові механізми. Деякі рівні працюють, як перестановочні головоломки, інші ж вимагають влучності, коли необхідно за допомогою платформи закинути м'яч в потрібному напрямку. На відміну від багатьох ігор аналогічного жанру, Mekorama не порушує закони фізики і не утворює оптичні ілюзії з просторовими змінами. Сам робот також підпорядковується законам фізики і якщо почати обертати платформу, на якій стоїть робот, він впаде і навіть зовсім може злетіти за межі локації. У цьому випадку гравець програє і повинен перезапустити рівень.
У грі також є некеровані гравцем роботи, які заважають проходу, інші ж роботи становлять небезпеку і б'ють струмом керованого робота, «вбиваючи» його, від них необхідно триматися на відстані в дві клітини. Третій вид роботів, являє собою ходячі платформи, гравець повинен огороджувати їм шлях, щоб змусити піти в потрібному напрямку.
Всього в грі представлені 50 рівнів. Гравець також у спеціальному редакторі може створити власний рівень.

## Створення
Розробкою гри займався шведський програміст і дизайнер Мартін Магні, який протягом 25 років працював з вебдизайном, а потім вирішив спробувати себе в розробці інді-ігор. Ще до Mekorama, Магні випустив такі ігри, як Odd Bot Out і Blocksworld. Згідно початкової концепції, Mekorama повинна була являти собою гібрид Minecraft з GTA і містили процедурно згенеровані локації, що складаються з блоків. Однак амбіції розробника виявилися занадто великі і з початкового задуму в результаті залишилися лише «крихітні діорами». Потім Магні випробував гру Monument Valley, яка допомогла йому зрозуміти, як маленькі ігри можуть грамотно вписуватися в гру-головоломку. Також творець вирішив перенести в Mekorama роботів зі своєї попередньої гри Odd Bot Out.
Вихід гри відбувся 15 травня 2016 року на мобільних платформах iOS і Android. Гра Mekorama була завантажена більш як 25 мільйонів разів, однак доходи були низькими. Сама гра є абсолютно безкоштовною і не має вбудованої реклами, або не обмежує гравця іншими способами, проте вона пропонує внести грошові «пожертвування» розробнику. На практиці даний спосіб монетизації виявився ідеальним з точки зору споживача, але нежиттєздатним для розробника. Наприкінці 2017 року було оголошено про майбутній випуск версії гри для Nintendo Switch і 3DS. Окремо для Android була випущена платна версія Mekorama VR, адаптована для гри з віртуальними окулярами.
Mekorama отримала премію International Mobile Gaming Awards в категорії «почесна згадка журі».

## Огляд
| Агрегатор  | Оцінка       |
| ---------- | ------------ |
| Metacritic | 90/100 (iOS) |

Гра отримала змішані оцінки від ігрових критиків, при цьому оцінки варіюються від захоплених до стриманих із середньою підсумковою оцінкою 81 балів зі 100 можливих за версією сайту-зібранні Metacritic. Редакція IGN назвала Mekorama однією з 5 кращих головоломок на смартфон.
Частина критиків залишили захоплені оцінки про Mekorama. Наприклад, редакція сайту Apple'N'Apps назвала гру хитромудрим твором, обов'язковим для платформи iOS. Кріс Картер з сайту Toucharcade зауважив, що Mekorama, як ізометрична головоломка, здатна дарувати гравцеві почуття подиву й абсолютного контролю, може вважатися гідним суперником для гри Monument Valley. Хоча гра не так приваблива, що стосується художнього стилю, вона компенсує цей недолік пропрацьованим редактором рівнів, а також простим управлінням. Окремо Картер оцінив незвичайний спосіб монетизації. Сама гра є безкоштовною, проте гравець може подякувати творця у вигляді «чайових».